# 中桥 (巴塞尔)

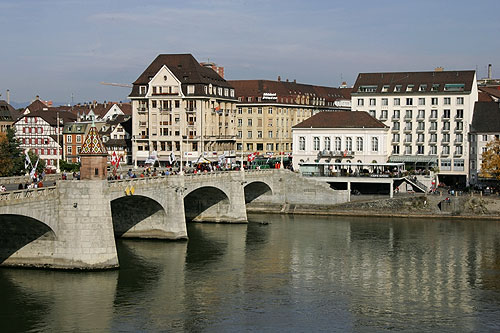
中桥、小巴塞尔和梅里安酒店

中桥（德語：Mittlere Brücke (Mittlere Rheinbrücke)），位于瑞士城市巴塞尔，是莱茵河上从博登湖到北海现存最早的桥梁。

## 第一座桥
第一座桥由采邑主教海因里希·冯·图恩兴建于1225年，部分为木质，部分为石砌。这座桥连接了大巴塞尔（Grossbasel）和新兴的小巴塞尔（Kleinbasel）。很长时间内，这是从博登湖到莱茵河河口的莱茵河上唯一的桥梁，为该市带来了14世纪的经济成就。
不仅是主教有建造这座桥的想法，Bürglen修道院、黑森林的圣布莱斯修道院和巴塞尔市民们都捐献了财物。
这座桥不仅用来供旅客和货物的交通，也是处决犯人的地点。

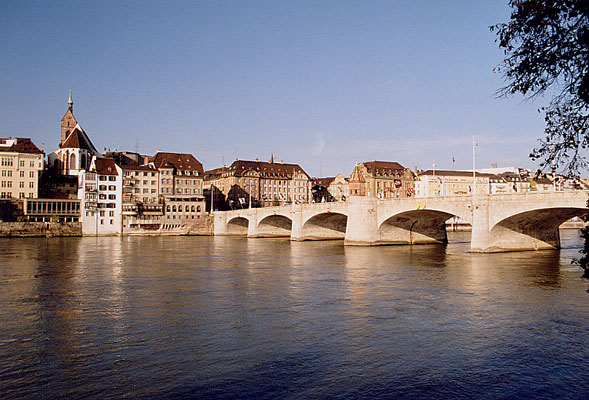
中桥与大巴塞尔

1899年，议会决定修建一座宽18.8米的新桥来取代旧桥，以方便电车穿过莱茵河。1903年5月27日，桥上最后一次开放集市，次日就被取消。

## 第二座桥
1903年到1905年之间，老桥完全被现存的石桥取代。新桥长192米，完全用采自圣哥达山北侧的花岗岩建造。

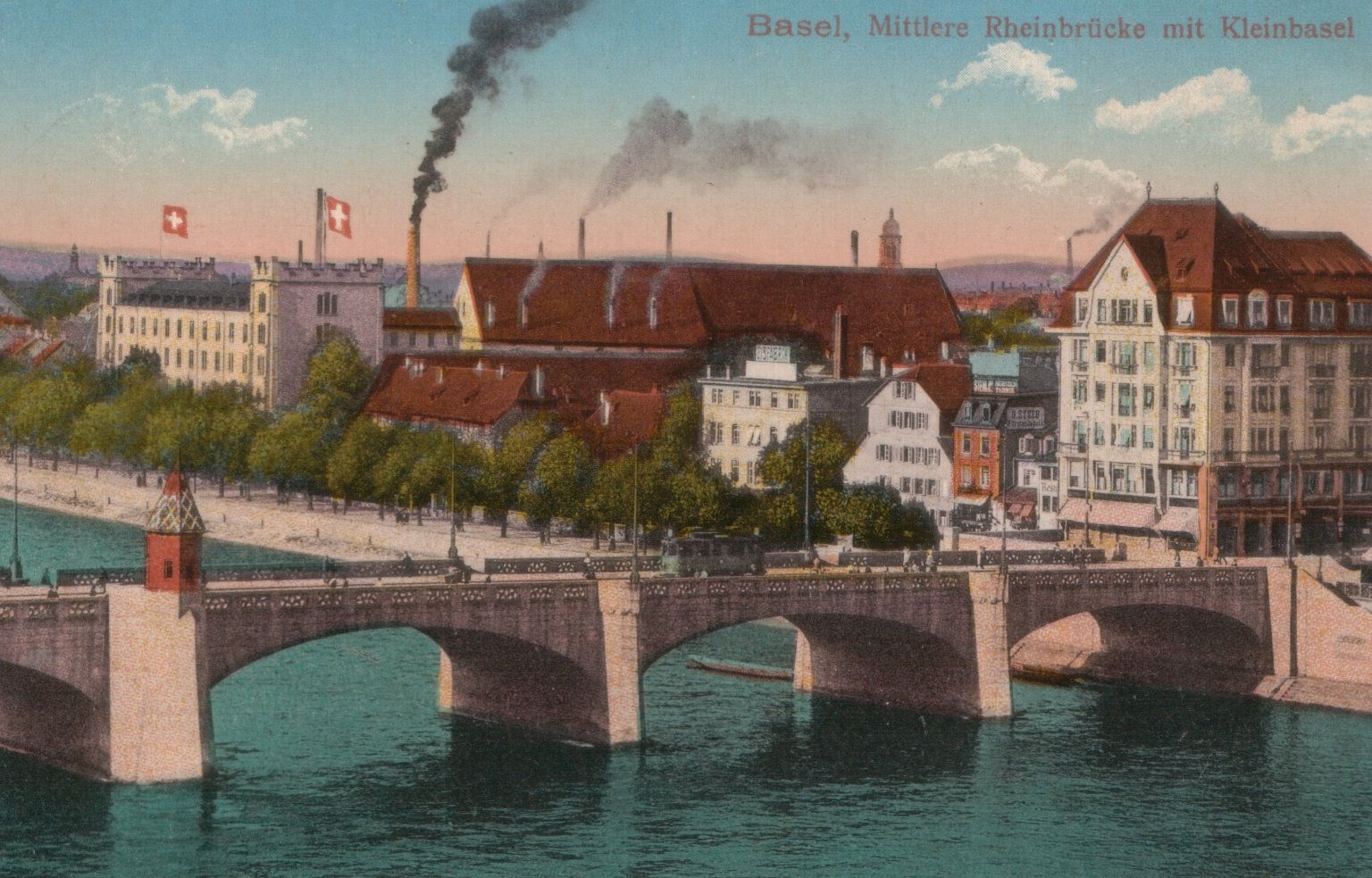
1910年的中桥

1905年11月11日，新桥开放。